# Barraca de Pau Duran
La barraca de Pau Duran, o barraca A-12, és una barraca de vinya situada al municipi de Subirats (Alt Penedès), al marge d'un camp de vinya sota el camí que de Sant Pau d'Ordal va a Cal Mata del Racó.
És una construcció aixecada en pedra seca situada en una superfície lleugerament desnivellada entre dues feixes de vinya, de planta circular i forma troncocònica, de 2,15 m de diàmetre a la base i una alçada màxima de 2,60 m. Al seu interior hi ha una fornícula. La construcció és de la tipologia de sostre de falsa volta, típic en aquestes edificacions (acostament de filades de pedra seca, sense cap mena de material d'unió, i amb una gran llosa per tapar el sostre). El llindar de la porta està fet, als laterals, amb les mateixes pedres irregulars que conformen la paret de la barraca, mentre que una gran llosa fa de llinda. El sostre està cobert de terra i té lliris plantats, actuant les seves arrels com a reforç per mantenir lligades les pedres de la coberta. El portal està orientat al sud, té una alçada de 160 cm, una amplada de 56 cm i un gruix de 68 cm.
Els codis utilitzats en la denominació d'aquesta barraca procedeixen de dos estudis diferents que han intentat sistematitzar la informació sobre aquests elements arquitectònics al terme de Subirats. El primer codi (lletra + número) procedeix d'un estudi realitzat per Araceli Soler i Jaume Rovira. El segon codi (dues lletres + número) correspon a l'estudi realitzat per Crestabocs, Grup de Muntanya d'Ordal. La denominació 'Barraca de Pau Duran' és el nom popular amb què es coneix aquest element.